# 阿斯普羅蒙特山

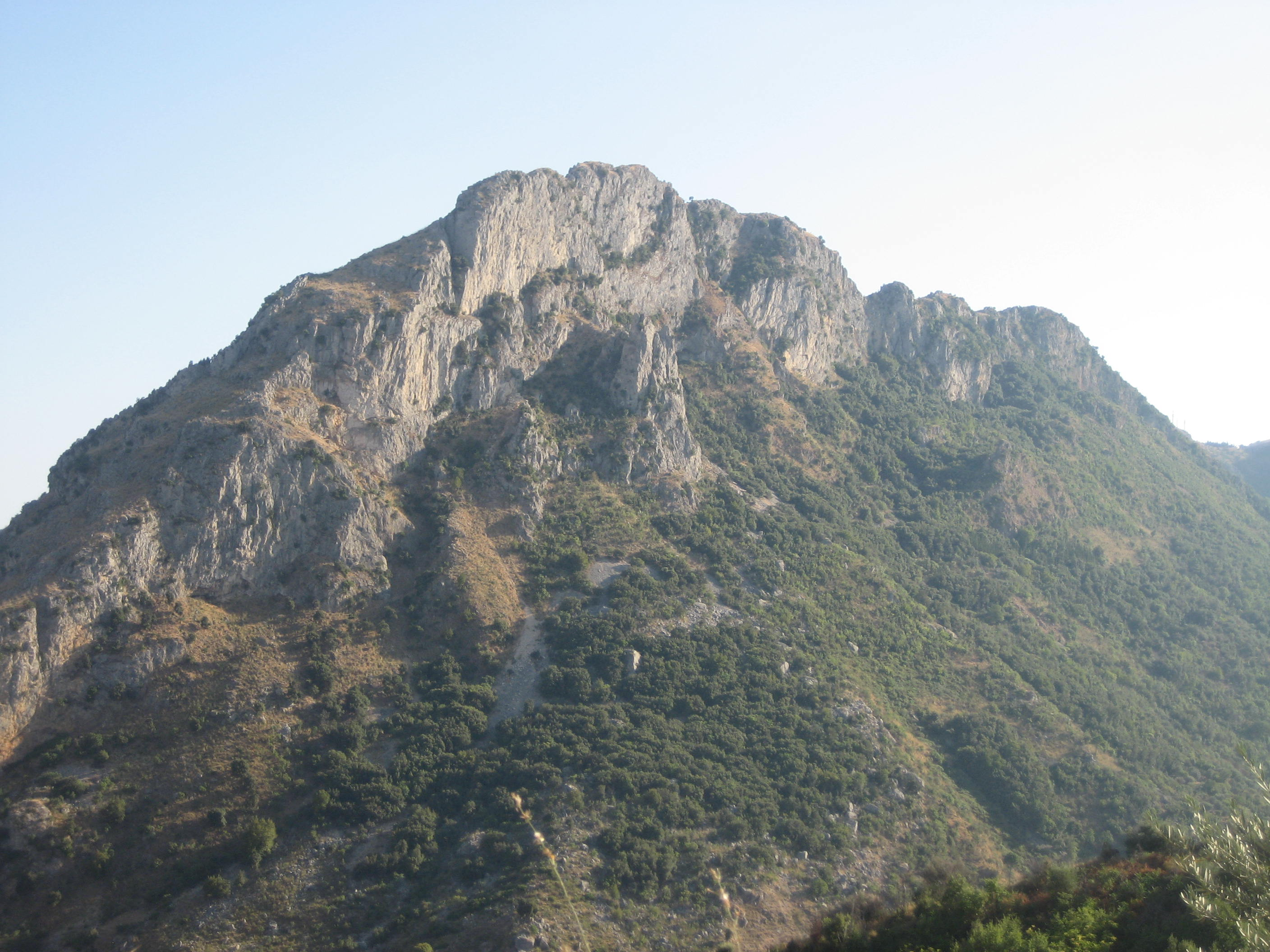

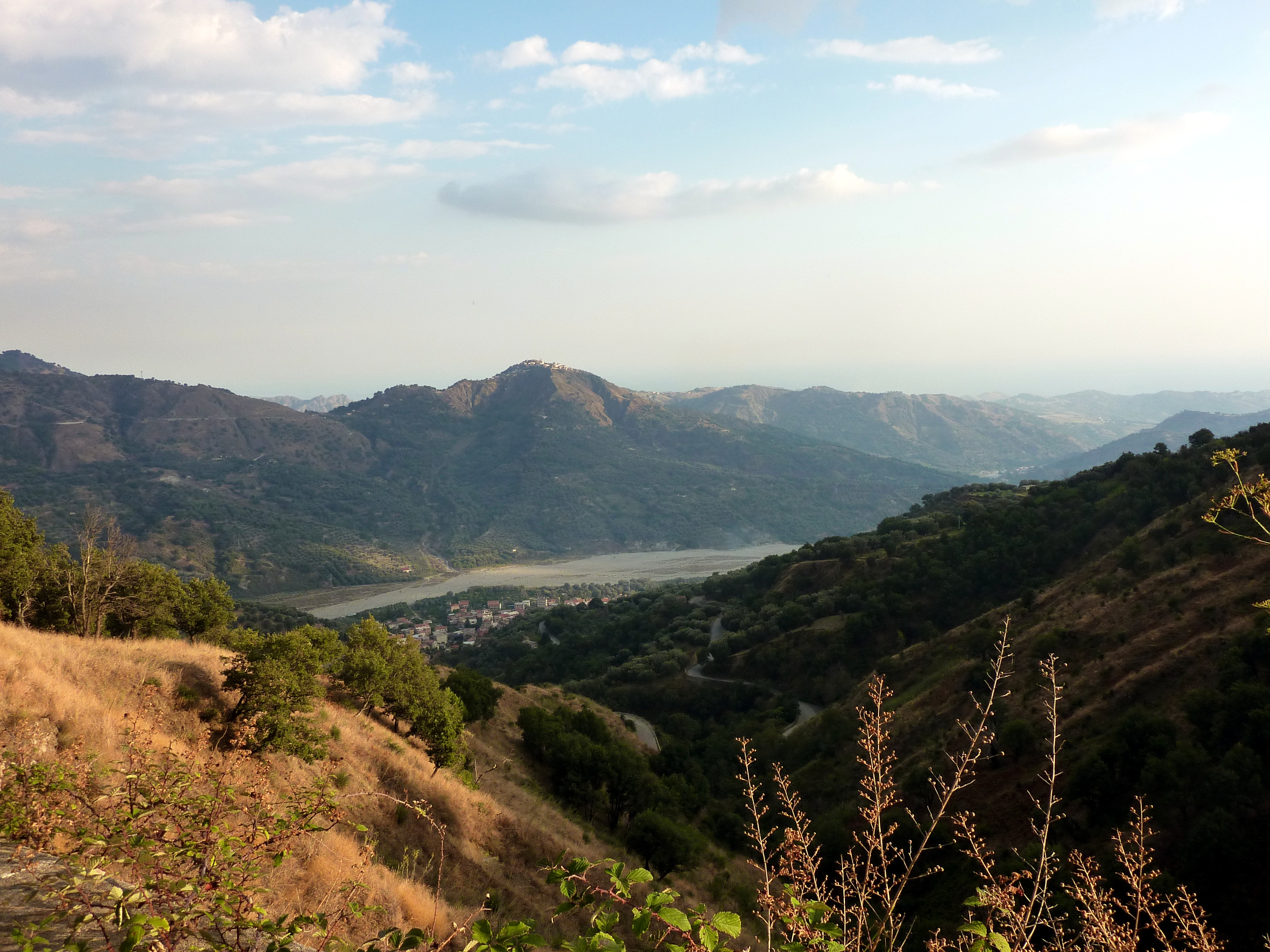

阿斯普羅蒙特山是意大利的山峰，位於該國南部墨西拿海峽附近，屬於亞平寧山脈的一部分，由雷焦卡拉布里亞省負責管轄，最高點海拔高度1,955米。
38°10′N 16°00′E / 38.167°N 16.000°E